# Kadeisha Buchanan
Kadeisha Buchanan (Brampton, Ontario, 1995. november 5. –) olimpiai bajnok kanadai labdarúgó. A francia Olympique Lyon játékosa.

## Pályafutása
Buchanan 14 éves korától a kanadai utánpótlás nevelési rendszer tagjaként szerepelt a korosztályos nemzeti csapatokban.
2012-ben ezüstérmet szerzett a Guatemalában rendezett U17-es CONCACAF-bajnokságon. Egy évvel később pedig minden idők egyik legfiatalabb női válogatott labdarúgójává vált.
Első találatát Winnipegben az Egyesült Államok ellen lőtte. A 2014. május 8-án 1–1-es döntetlennel végződött találkozó a mai napig a női labdarúgás második legnézettebb mérkőzése Kanadában.
2014-ben az U20-as világbajnokságon képviselte hazája csapatát, majd a 2015-ös hazai rendezésű világbajnokságon a FIFA a torna felfedezettjének választotta. A rendezvény után Christine Sinclair és Josée Bélanger mögött a harmadik legjobb női labdarúgónak választották Kanadában és a jelöltek közé sorolták az év labdarúgója szavazáson is.
2016 júniusában a Vaughan Azzurri együtteséhez igazolt, amely az országos harmadosztálynak megfelelő League1 Ontario bajnokságában szerepelt. Az itt mutatott játéka alapján hívták be a riói olimpiára készülő válogatott keretébe. Az olimpián öt mérkőzésen lépett pályára, és bronzérmet szerzett Kanadának.
A 2017-es drafton a legmagasabb besorolást kapta, de barátnőjével Ashley Lawrence-szel Európa felé vették az irányt.
Buchanant az Olympique Lyon szemelte ki magának és 2017 januárjában leszerződött a francia címvédőhöz. Jó teljesítményét egy hároméves szerződéssel honorálták a 2018-as szezon végén, így 2022-ig a lyoniak csapatát erősíti.
2018-ban ezüstérmet szerzett az Aranykupán.

## Magánélet
Torontóban született és elvált jamaicai szülők gyermekeként Bramptonban nőtt fel hat lány- és öt fiútestvérével. A Leger katolikus középiskolában ismerkedett meg a csapatsportokkal és a labdarúgás mellett röplabda, valamint kosárlabda mérkőzéseken is részt vett. A Nyugat-Virginia Egyetemen a West Virginia Mountaineers csapatában számos elismerésben részesült.

## Sikerei

### Klubcsapatokban
Francia bajnok (4):
- Olympique Lyon (4): 2016–17, 2017–18, 2018–19, 2019–20

Francia kupagyőztes (3):
- Olympique Lyon (3): 2017, 2019, 2020

Bajnokok Ligája győztes (4):
- Olympique Lyon (4): 2016–17, 2017–18, 2018–19, 2019-20

Nemzetközi Bajnokok Kupája győztes:
- Olympique Lyon: 2019[13]

### A válogatottban
Kanada
- Olimpiai bajnok (1): 2020[14]
- Olimpiai bronzérmes: 2016
- Algarve-kupa aranyérmes: 2016
- Algarve-kupa ezüstérmes: 2017
- Algarve-kupa bronzérmes: 2019[15]
- Ciprus-kupa ezüstérmes (2): 2013,[16] 2015[17]

### Egyéni
- Az év játékosa (1): 2017

## Statisztikái
2020. október 24-ig bezárólag
| Klub              | Bajnokság         | Szezon            | Bajnokság | Bajnokság | Kupa  | Kupa | Nemzetközi | Nemzetközi | Össz. | Össz. |
| Klub              | Bajnokság         | Szezon            | Mérk.     | Gól       | Mérk. | Gól  | Mérk.      | Gól        | Mérk. | Gól   |
| ----------------- | ----------------- | ----------------- | --------- | --------- | ----- | ---- | ---------- | ---------- | ----- | ----- |
| Olympique Lyon    | D1 Féminine       | 2016–17           | 8         | 0         | 4     | 0    | 5          | 0          | 17    | 0     |
| Olympique Lyon    | D1 Féminine       | 2017–18           | 16        | 0         | 4     | 0    | 4          | 0          | 24    | 0     |
| Olympique Lyon    | D1 Féminine       | 2018–19           | 11        | 1         | 2     | 0    | 0          | 0          | 11    | 1     |
| Olympique Lyon    | D1 Féminine       | 2019–20           | 6         | 0         | 0     | 0    | 7          | 1          | 13    | 1     |
| Olympique Lyon    | D1 Féminine       | 2020–21           | 20        | 3         | 1     | 0    | 0          | 0          | 21    | 3     |
| Olympique Lyon    | Összesen          | Összesen          | 61        | 4         | 11    | 0    | 16         | 1          | 88    | 5     |
| Karrier összesen: | Karrier összesen: | Karrier összesen: | 61        | 4         | 11    | 0    | 16         | 1          | 88    | 5     |